# Milagros Leiva
Norma de los Milagros Leiva Gálvez (Huancayo, 30 de junio de 1969) es una periodista, presentadora de televisión, locutora de radio y activista peruana.
En 2014, fue considerada como una de las personalidades con mayor influencia televisiva en el país por la Encuesta del poder de Semana Económica. Es imagen del canal Willax.

## Biografía

### Primeros años
Estudió Ciencias de la Comunicación en la Universidad de Lima, donde obtuvo el grado de licenciada (título que para 2022 aún no está registrado en la Sunedu). Tras completar su carrera, se integró a la plantilla del diario El Comercio por más de dos décadas, en que su primera edición fue un encargo de relatar la sección de mascotas. A mediados de 2000, ingresó por primera vez en el efímero microprograma de RPP Cinco minutos. Posteriormente, colaboró para La rotativa del aire y como invitada por Los chistosos en la mencionada radio.
En 2011, Leiva tomó protagonismo en programas periodísticos para Canal N y América, uno de lunes a viernes y otro los domingos. Así mismo, reestrenó Cinco minutos para el noticiero en cuatro horarios diarios y la periodista planificó llevarlo a la televisión abierta. En 2012, Leiva publicó, en la Feria Internacional del Libro, su libro de anécdotas, Cinco minutos, enfocado en sus cincuenta entrevistas a invitados. En 2014, participó en un rol menor de la película de Aldo Miyashiro Atacada. La teoría del dolor. En 2015, la directora del canal la retiró por incumplimiento de principios tras pagar personalmente treinta mil dólares para obtener una entrevista exclusiva al empresario acusado de corrupción Martín Belaúnde Lossio, vinculado con el Gobierno de Ollanta Humala, durante su fuga a Bolivia.
Meses después, consiguió un pequeño espacio en Exitosa hasta 2016. Regresó a la televisión en RPP TV, en 2016, para un programa de entrevistas a políticos y, en 2017, en Capital TV. En ella, tomó mayor protagonismo en sus entrevistas y comentarios políticos, incluido a la conferencia presidencial de Pedro Pablo Kuczynski. Posteriormente, se trasladó al programa matinal de ATV, entre 2018 y 2019, cuando ella renunció.

### Participación en Willax
En 2020, anunció que sería parte del equipo de Willax Televisión, donde tiene dos programas, uno de lunes a viernes y otro para el fin de semana. El primero, de corte político, se emite al iniciar el horario central y compitió con Al estilo Juliana de ATV.
Milagros Leiva, junto con Beto Ortiz y Phillip Butters, participó en la denuncia de un presunto fraude, durante las elecciones presidenciales de 2021, así como las amenazas de libertad de expresión hacia el canal. En 2022, realizó un reportaje sobre documentos de formación de Zoraida Ávalos en el instituto Librejur, conocido por la generación de títulos profesionales falsificados. Aquel descubrimiento trajo el descubrimiento de otras personas supuestamente involucradas en el diplomado como Patricia Benavides.
También en 2022 se realizó una entrevista al entonces general de la PNP Javier Gallardo, detenido posteriormente por el caso de ascensos irregulares en el gobierno de Pedro Castillo.

## Controversias
Leiva es conocida por su habilidad de conseguir entrevistas a celebridades y recurrir a preguntas incómodas. En una entrevista a Perú 21, en 2012, ella misma describe su método en «dibujar una especie de perfil del entrevistado».
El caso más infame en su trayectoria fue la negociación con un emisario para conseguir una entrevista exclusiva del prófugo de la noticia Martín Belaúnde Lossio en Bolivia para Canal N, en 2015. La producaduría boliviana propuso desde junio una investigación fiscal debido al origen ilícito del dinero del entrevistado y los motivos del pago. En su defensa, la periodista dijo que una posible encarcelación supondría un «ataque a la libertad de prensa» y, por recomendación de su abogado, no quiso revelar detalles sobre el proceso de negociación. La entonces directora, Clara Elvira Ospina, confirmó que la periodista ofreció comprar con el dinero de la productora y que la entrevista estuvo relacionada con la investigación que fue difundida en el programa del canal hermano Cuarto poder.
Años después, otras personalidades de ATV como Juliana Oxenford y Magaly Medina criticaron la postura de la periodista debido a su preferencia de entrevistar a aquellos de mayor cobertura mediática para atraer público. Inclusive, Magaly y Milagros tuvieron disputas para cubrir noticias de la farándula, lo que les costó una suspensión por un día en televisión. En un comunicado personal, Leiva reconoció su error por los enfrentamientos con personas de la misma cadena.
Además del incidente, su participación en el medio periodístico recibió varias críticas y denuncias por infringir el código de ética de los medios de comunicación. Cuando trabajó en América Televisión, contrató a dos astrólogos para que comentaran el futuro de la primera dama Nadine Heredia con el propósito de desprestigiarla. Durante su paso en Exitosa, el congresista Daniel Mora denunció por difamación ante el Consejo de la Prensa Peruana por difamación por acusarlo de escribir un discurso «para celebrar al grupo Colina» y vincularlo con Vladimiro Montesinos sin presentar pruebas.

### Sentencia condenatoria recibida
En mayo de 2022, la periodista indicaría en uno de sus programas televisivos de Willax que la exministra Anahí Durand tenía vínculos con el terrorismo luego de comunicarse con una de las personas acusadas como tal. Luego de relacionarla con el terrorismo junto con la canción «Flor de retama», la exministra denunció al canal por difamación.
En 2023, la jueza sentenció contra Leiva. Al no poderse demostrar de manera fehaciente lo vertido en dichas declaraciones, la periodista sería condenada por difamación en primera instancia a un año de normas de conducta y al pago de veinte mil soles, siendo tercero responsable la emisora Willax. Sin embargo, la periodista apeló y meses después la Séptima Sala Penal Liquidadora de la Corte Superior de Justicia de Lima revocó la sentencia.

## Vida privada
En una entrevista para El Comercio, se identificó políticamente como «liberal». En 2016, Leiva mostró su postura a favor de las denuncias contra Ollanta Humala, realizadas en el programa Panorama. En 2020, anunció que sufre de fibromialgia, que la impide escribir con normalidad. Sobre su relación con el fujimorismo, Leiva manifestó que «yo siempre he dicho que yo voy a ser crítica del régimen fujimorista y que, por supuesto, soy crítica de lo que hicieron los 73 congresistas en el gobierno de Kuczynski».

## Créditos

### Radio y televisión
- No culpes a la noche (2011-2015)[13]
- Cinco minutos (2000-presente)
- Sin peros en la lengua (2014-2015)[13]
- Sala de espera (2016)[17]
- Todo se sabe (2016-2017)[22]
- Conexión (2016-2017)[22]
- ATV noticias (2018-2019)[54]
- Milagros Leiva entrevista (2020-presente)
- Vida y milagros (2021-presente)

### Cine
- Atacada. La teoría del dolor (2015)[11]